# Zéphirin Lassy
Simon Zéphirin Lassy, né le 7 avril 1905 à Mpita (aujourd'hui quartier de Lumumba, 1er arrondissement de Pointe-Noire) et mort le 23 mars 1974 à Pointe-Noire, est un chef spirituel et religieux de la république du Congo, fondateur d’un mouvement synchrétique néo-chrétien appelé Christianisme prophétique en Afrique, ou lassysme (du nom de son fondateur), ou encore le bougisme, appelé au Congo nzambi ya bougie.

## Biographie
Zéphirin Lassy naît de l'union entre Sakala Louisi dit l’Ancien, chef du village Koùmbi Bouilika et Tchissimbou Tchingoma Mabindou dite Mâ Sabole, originaire de Mpita.
Alors qu'il apprend le métier de menuisier, son père décède alors qu'il n'a que onze ans. À partir d'octobre 1918, entre 19 h et 22 h, une grande étoile lumineuse avec une longue traînée recouvre tout le village. Deux ans plus tard, alors qu'il pêche en mer, une voix lui ordonne de se rendre à Banana, de plonger dans le fleuve Congo pour y repêcher un paquet contenant plusieurs soutanes blanches.
À l’âge de dix-sept ans, fuyant avec son frère Louis Sakala les recrutements forcés des miliciens coloniaux (mboulou-mboulou) pour la construction du chemin de fer Congo-Océan, il part, via le Cabinda, pour le port en eaux profondes de Matadi au Congo belge. Après y avoir pratiqué plusieurs métiers (charpentier, menuisier…), il embarque sur un navire belge comme matelot.
Débarquant à Anvers, il est recruté dans un club de boxe, sport qu'il pratique de 1935 à 1940, date de l'entrée en guerre des alliés et de son enrôlement dans l'armée. Démobilisé en 1945, il s'adonne de nouveau à la boxe acrobatique et à la danse. Après des séjours aux États-Unis et en Égypte, il fait escale à Londres où un inconnu lui offre sa première bible.
De retour au Congo français en 1945, il commerce à Brazzaville sur les terres du chef téké Moungali, avant de faire une halte comme planteur à Dolisie, sur sa route pour Pointe-Noire.
Le 29 juin 1948, une voix le réveille, l'intimant de sa mission qui consiste à soigner son prochain et apporter la vérité. C'est à partir de cette révélation de Dolisie que Lassy commença à guérir miraculeusement par l'imposition des mains, les aspersions d'eau sacrée, la propagation de la bonne parole et la confiscation des statuettes magiques. De plus, la bougie et le linge blanc barré de rouge (mpémvé) sont utilisés pour chasser les démons. Tous ces éléments sont à la base de la liturgie du bougisme ou nzambi ya bougie.

## Christianisme prophétique en Afrique (CPA)

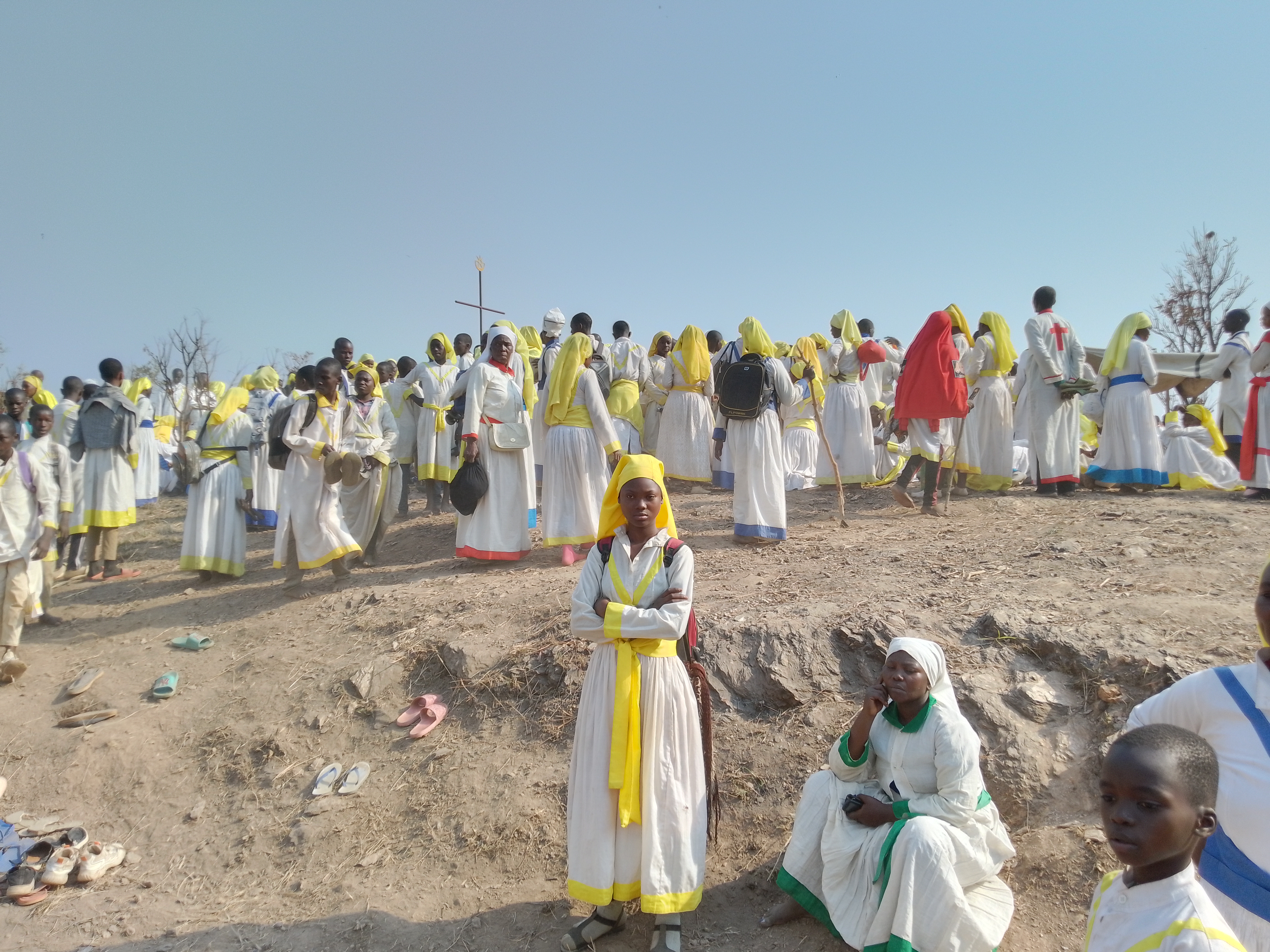
Pèlerinage des fidèles du CPA de Centrafrique

En 1953, l'instauration du Christianisme prophétique en Afrique par un prophète Vili est une spectaculaire acquisition d'un pouvoir économique et politique au travers de la réligion sur une aire correspondant à l'ancien royaume de Loango. Ce ministère débuta en même temps que celui de Victor Malanda chef du mouvement Croix Koma.
Ce mouvement réligieux s'oppose aux croyances ancestrales telles que la sorcellerie dont Lassy dénonce la "dangereuse et satanique efficacité". Le CPA utilise un vocabulaire emprunté à la liturgie chrétienne, l'établissement d'une hiérarchie sacerdotale dotée d'uniformes et un important matériel cultuel, son attachement aux formes chantées et dansées de la spiritualité africaine. Son monothéisme ne reconnait que la toute puissance de Nza:mbi Mpungu (Dieu tout puissant). Un important effort d'enseignement est fait au travers des écoles et des mouvements de jeunes, ainsi que l'implantation de nombreuses missions dans le Kouilou-Niari et les régions plus excentrées.
Sur le plan politique, Lassy Zéphiryn revendique la liberté et l’émancipation des congolais sous toutes les formes et s’associe avec ses pairs de l'église kimbanguiste et matswuanistes pour dénoncer les exactions commises sur les populations autochtones par l’administration coloniale. Il entreprend une campagne de boycott contre les missions étrangères (catholiques et protestantes) représentant de l’occupant. Cette résistance pacifique et messianique lui vaut tracasseries, représailles et persécutions de la part des colons. Il reçoit le soutien du roi Mâ Loango Moe Poaty III (1886-1975), ancien combattant dans l'armée française comme lui, et de la plupart des dignitaires vili.
Toujours en 1953, avec l'appui du député Jean Félix-Tchikaya, il obtient un terrain à Pointe-Noire. Protégé contre l'administration et les missionnaires par les partis politiques qui se disputent les voix de ses fidèles, il fait réciter en public des prières accompagnées de chants, tout en exhortant la population à lutter contre les fétiches et la sorcellerie. Il prêche qu'il n'y aura bientôt plus de malades et que tous ceux qui auront la foi en son Église seront guéris. Le Lassysme est aussi appelé Bougisme : culte du Nzambi-bougie, Dieu aux bougies, à cause de la consommation considérable qui en est faite au cours des cérémonies rituelles.
En 1968, un grand maître yogi, SRI Swami Valda de religion hindoue, ayant entendu parler du prophète congolais, l’invite en Inde, en compagnie de 34 autres confrères, à participer à un tournoi d'épreuves spirituelles, lors de la conférence des religions du monde. Il en sort vainqueur et on lui décerne le titre de SRI : seigneur roi des Indes. Depuis, pour bénir l’eau, combattre les sorciers et chasser les démons, il prononce l'incantation: christ koma bakti ratna. A son retour à Pointe-Noire, la journée est déclarée chômée et payée; la ville étant décorée et pavoisée aux couleurs du CPA : vert, jaune, rouge, bleu et blanc. Une foule bigarrée et joyeuse se massa le long des avenues avec des fanions et drapelets blancs à la main. Il fut accueilli par le président de la république Alphonse Massamba-Débat en personne à sa descente du navire.
En 1987, l'État congolais reconnait sept religions à savoir: l'Église catholique, l'Église évangélique du Congo, l'Armée du salut, l'Église du Christ sur la terre de Simon Kibangu, le Comité islamique du Congo, Tenrykio et le Christianisme prophétique en Afrique de Lassy.

## Succession
À sa mort, le 23 mars 1974 à Pointe-Noire, son neveu Louis Gaspard Sakala, né de son demi-frère Félix Matouti (1907-?) et de Ma Tchibinda, lui succède comme pasteur supérieur du CPA. En 1980, son fils aîné le pasteur supérieur Sakala Lassy André accède à la tête du CPA. Puis c'est autour de Gaston Makosso (?-2006).
Le pasteur actuel est son propre fils Antoine Lassy, intronisé le 3 juillet 2011 au complexe sportif de Pointe-Noire.

### Hiérarchie sacerdotale
- Pasteurs
- Évangélistes supérieurs
- Membres d'honneur (hommes)
- Membres d'honneur (femmes)
- Membres actifs (hommes)
- Membres actifs (femmes)
- Soldats
- Fidèles

Chaque mission villageoise est composée de membres actifs, de membres d'honneur, d'un secrétaire et d'un trésorier. Ce comité est chapeauté par un évangéliste.